# Florian Battermann
Florian Battermann (* 1973 in Hannover) ist ein deutscher Theaterautor, Regisseur, Schauspieler und Intendant.

## Leben
Nach seinem Schulabschluss am Georg-Büchner-Gymnasium Seelze studierte Florian Battermann Germanistik und Geschichte, anfangs auch Theologie. Er beendete sein Studium mit dem Magister an der Universität Hannover. Zuvor hatte er noch während seiner Studien Schauspielunterricht genommen und war sowohl als Regieassistent als auch als Schauspieler am Neuen Theater in Hannover verpflichtet worden. Seine erste Inszenierung absolvierte Battermann im Jahr 1999 an der Komödie Kassel. Zudem wurde er für zahlreiche Bühnen in ganz Deutschland als Regisseur und als Schauspieler engagiert.
Von 2000 bis 2003 war Battermann als stellvertretender Theaterleiter am Kleinen Theater Bad Godesberg engagiert.
Im Herbst 2003 eröffnete Battermann in Braunschweig die Komödie am Altstadtmarkt, das einzige unsubventionierte Privattheater Braunschweigs und gleichzeitig Niedersachsens größtes privates Boulevardtheater.
2008 übernahm Battermann zudem die Künstlerische Leitung des Neuen Theaters in Hannover.
Als London-Liebhaber nahm sich Battermann oftmals klassischer Kriminalromane aus dem Englischen an, die er dann für die Bühne adaptierte, wie beispielsweise Der Hund von Baskerville. Auch Gaby Hauptmanns Filmkomödie Suche impotenten Mann fürs Leben adaptierte Battermann für die Bühne, doch er ließ sie zudem von Heino Buerhoop ins Plattdeutsche übersetzen unter dem Titel Ik söök een Mann, de nich kann. Battermanns Stück Der Muttersohn wurde von der Kirchengemeinde der St.-Marien-Kirche in Hannover-Hainholz als Komödie mit Bezug zu Hannover bezeichnet: Das von der Hainhölzer Rampe eingeübte Theaterstück nähere „sich dem Thema Familie auf humoristische Weise.“
Die Spielstätte in der Gördelingerstraße in Braunschweig erweiterte Battermann saisonal und coronabedingt seit 2020 um die Open-Air-Spielstätte im Stadtpark in Braunschweig, eine historische, runde Freilichtbühne. In den Sommermonaten Juni bis August werden hier ausgewählte Open-Air-Stücke der Komödie gespielt.
Während der Lockdown-Phasen 2020/2021 aufgrund der Corona-Pandemie schrieb und veröffentlichte Battermann seine ersten beiden Bücher: eine Anekdotensammlung über das Theaterleben, zusammen mit Weggefährten und Schauspielern, unter dem Titel Alles nur gespielt -Theatermacher packen aus. Das Bühnenstück Die Wahrheit über Dinner For One veröffentlichte Battermann Ende 2021 als Novelle.
Als Theaterautor wird Battermann durch die Vertriebsstelle und Verlag Deutscher Bühnenschriftsteller und Bühnenkomponisten (VVB) vertreten.

## Werke
Eigene Stücke
- Caruso. Das Leben einer Legende, 2002
- Drei plus Eins gleich Halleluja, 2000
- Drum prüfe ewig, wer sich bindet..., 2003
- Mensch ärgere dich nicht! Eine fast kriminelle Komödie, 2005
- Minsch arger di nich!. Eine fast kriminelle Komödie (= Mensch ärgere dich nicht!), ins Plattdeutsche übersetzt von Heino Buerhoop, 2006
- Der Hund von Baskerville. Kriminalstück in sechs Bildern nach dem Roman von Arthur Conan Doyle (= The hound of the Baskervilles), 2005
- Ein Fall für Pater Brown. Kriminalkomödie in sechs Bildern, von Florian Battermann und Jan Bodinus frei nach den "Father Brown Stories" von Gilbert K. Chesterto, 2007
- Een Fall för Paster Braun. Kriminalkummedi on 6 Biller fri na de "Pater-Brown"-Stories vun Gilbert K. Chesterton (= Ein Fall für Pater Brown), von Florian Battermann un Jan Bodinus. Plattdeutsch vun Klaus Lensch, 2009
- Drum prüfe ewig, wer sich bindet ... oder was wäre wenn? Eine Hochzeits-Komödie in acht Träumen mit einem Vor- und Nachspiel, 2008
- Drei plus Eins gleich Halleluja. Komödie in drei Akten, 2008
- Das Wirtshaus im Spessart. Räuberpistole mit Musik nach Wilhelm Hauff, 2009
- Agatha Christies Hobby ist Mord! Ein Kriminalstück, 2009
- Suche impotenten Mann fürs Leben. Von Gaby Hauptmann, nach dem gleichnamigen Roman für die Bühne bearbeitet von Florian Battermann, 2010
- Ik söök een Mann, de nich kann, nach dem gleichnamigen Roman von Gaby Hauptmann (= Suche impotenten Mann fürs Leben), für die Bühne bearbeitet von Florian Battermann. Plattdeutsch von Heino Buerhoop, 2011
- Hängepartie, von Gaby Hauptmann. Nach dem gleichnamigen Roman für die Bühne bearbeitet von Florian Battermann, 2012
- Ein Ritter zum Verlieben, 2012
- Pretty Girl, 2013
- Die toten Augen von London, Kriminalstück von Florian Battermann und Jan Bodinus nach dem Roman von Edgar Wallace, 2013
- Ein Mann mehr ist noch zu wenig, 2013
- Sherlock Holmes jagt Jack the Ripper, Kriminalstück von Florian Battermann und Jan Bodinus nach Sir Arthur Conan Doyle, 2015
- Der Muttersohn, 2016
- Bei Hitze ist es wenigstens nicht kalt, von Dora Heldt. Eingerichtet für die Bühne von Florian Batterman, 2016
- Honig im Kopf, von Florian Battermann. Basierend auf dem gleichnamigen Film, Drehbuch von Hilly Martinek und Til Schweiger, 2016
- Oskar Schindlers Liste, Nach einer wahren Geschichte – für die Bühne dramatisiert von Florian Battermann, 2018
- Ich hasse dich, heirate mich! von Florian Battermann und Jan Bodinus 2020
- Bäumchen wechsel dich. 2020
- Kauz und Chaotin, Komödie nach „Pygmalion“ von George Bernard Shaw / neu übersetzt und in einer modernisierten Fassung bearbeitet von Florian Battermann, 2022
- Oma wird verkauft, 2022